# Bernhard Sann

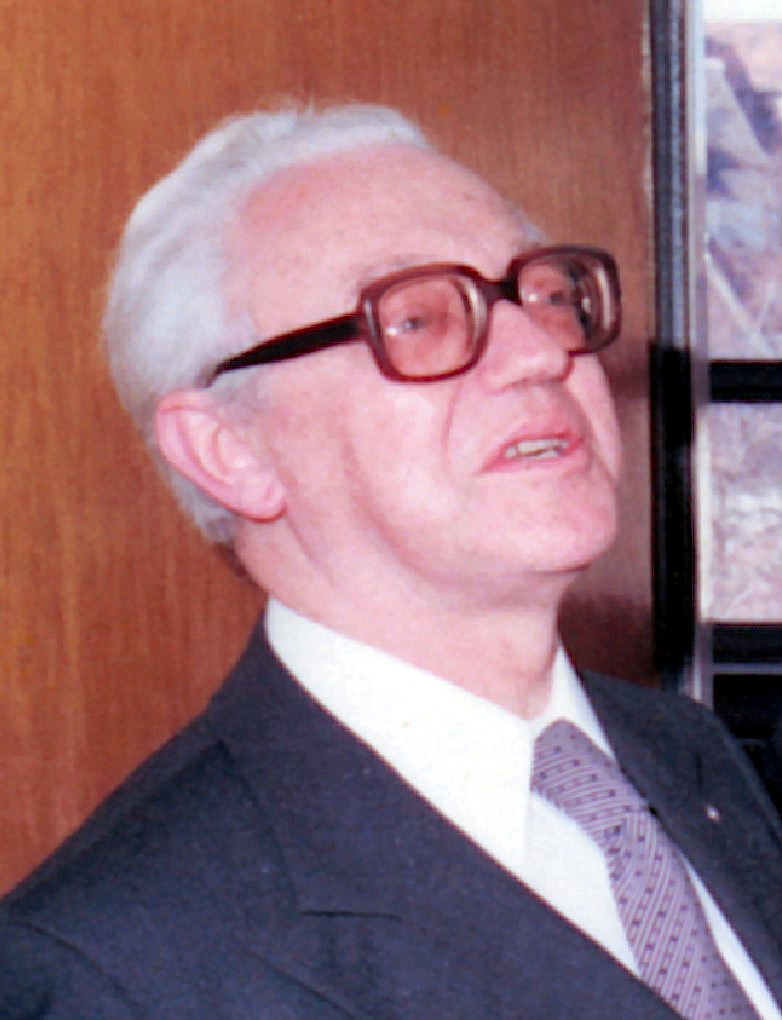
Bernhard Sann, 1977

Bernhard Sann (* 16. Juni 1910 in Buer; † 8. August 1990 in Bad Wildbad) war ein deutscher Flugzeugkonstrukteur und Bergbauingenieur sowie Lehrstuhlinhaber und Rektor der RWTH Aachen.

## Leben und Wirken
Nach seinem Abitur im Jahre 1931 am Gymnasium Buer, heute Leibniz-Gymnasium, studierte Sann Flugzeugbau an der Rheinisch-Westfälischen Technischen Hochschule (RWTH) Aachen und schloss das Studium 1936 mit der Prüfung zum Diplom-Ingenieur für Maschinenwesen, Fachrichtung Flugzeugbau, ab. Ein Jahr zuvor war er für die Flugwissenschaftliche Vereinigung Aachen an der Entwicklung des freitragenden Mitteldeckers mit Knickflügel FVA-10, getauft auf dem Namen „Theodor Bienen“, beteiligt. Er war wissenschaftlicher Mitarbeiter und Abteilungsleiter des Aerodynamischen Instituts der RWTH Aachen. Anschließend wechselte er zur Ingenieurschule für Luftfahrttechnik nach Thorn in Westpreußen, wo er im Jahre 1939 mit der Dissertation Antriebs-, Widerstands- und Seitenkraftmessung an rotierenden Langgeschossen bei Unterschallgeschwindigkeiten zum Dr. Ing. promoviert wurde. In Darmstadt erhielt er eine Dozentur für Luftfahrttechnik an der Ingenieurschule für Luftfahrttechnik.
Nach dem Zweiten Weltkrieg und einer kurzen Zeit als Kriegsgefangener entschloss sich Sann, eine neue Fachrichtung einzuschlagen. Er zog ins Ruhrgebiet, wo er ab 1947 als Kohlenhauer arbeitete und zunächst eine Ausbildung zum Grubenelektriker durchlief und anschließend als Erster Maschinensteiger übernommen wurde. Zudem war er Wettersachbearbeiter auf Schachtanlagen des Ruhrgebiets. Ab 1950 wirkte er als Lehrer und wissenschaftlicher Mitarbeiter der Westfälischen Berggewerkschaftskasse in Bochum. Er erhielt darüber hinaus jeweils einen Lehrauftrag an den Bergbauschulen in Essen und Bochum.
Er folgte einem Ruf an die RWTH Aachen, wo er am 1. April 1961 einen Lehrstuhl für Bergbaukunde an der Fakultät für Bergbau und Hüttenkunde erhielt und bis 1980 als Direktor des Instituts für Bergbaukunde II (Bergbaulehre, Betriebsmittel und maschinelle Gewinnungstechnik) der TH Aachen tätig war. In Aachen wirkte Sann bis zu seiner Emeritierung im Jahre 1978 und wurde darüber hinaus während dieser Zeit in mehrere Ämter der akademischen Selbstverwaltung gewählt. Er war von 1963 bis 1967 Abteilungsvorstand der Fachabteilung Bergbau. So leitete er von 1973 bis 1977 als Nachfolger von Hans Schwerte die Hochschule als deren Rektor, war Prorektor von 1971 bis 1973 und 1977 bis 1978 sowie von 1969 bis 1970 Prodekan, von 1965 bis 1969 und 1971 bis 1972 Dekan der Fakultät für Bergbau und Hüttenwesen und gehörte 13 Jahre lang dem Senat an.
An der Montanuniversität Leoben wurde Sann in 1976 mit der Dissertation Der Kettenkratzerförderer, seine Fördermöglichkeiten und seine statischen und dynamischen Beanspruchungen zum Dr. mont. promoviert.
Er war Mitglied verschiedener nationaler und internationaler Gesellschaften für Steinkohlen- und Nichtsteinkohlenbergbau und publizierte vor allem über Themen der Aerodynamik, Luftfahrt, des Markscheidewesens, der Bewetterungs- und Klimatisierungstechnik sowie die maschinelle Gewinnungs- und Fördertechnik in untertägigen Bergbaubetrieben.
Trotz der beruflichen Belastung verlor er nie seine ursprüngliche Leidenschaft zur Fliegerei (Motor- und Segelflug) und gründete bereits im Jahre 1965 die Fliegergruppe an der RWTH Aachen e. V. (FTHA), in deren Besitz sich noch heute ein nach Sann benanntes Schulungsflugzeug befindet.
Sann heiratete 1938 Hildegard Kaasch. Aus der Ehe ging die Anästhesistin Claudia Lürig hervor. Bernhard Sann starb am 8. Oktober 1990 in Bad Wildbad und fand seine letzte Ruhestätte in der Familiengrabstätte auf dem Aachener Waldfriedhof.

## Ehrungen
Wenige Monate nach seinem Ausscheiden wurde Bernhard Sann „in Würdigung seiner hervorragenden Verdienste um die Technische Hochschule Aachen, insbesondere durch die umfassende Wahrnehmung seiner Ämter in den verschiedenen Stellen der akademischen Selbstverwaltung“ zum Ehrensenator der RWTH Aachen ernannt. Er erhielt die Intze-Plakette der RWTH Aachen und für seine 25-jährige Tätigkeit die Ehrenkunde der Landesregierung von Nordrhein-Westfalen. Weiterhin ehrte man ihn mit der Verleihung des Großen Bundesverdienstkreuzes sowie dem Komturkreuz des Verdienstordens des Großherzogtums Luxemburg. Von der National Cheng Kung Universität in Taiwan erhielt er die Ehrenmedaille. Zudem trug er den Titel Dr. techn. (H).

## Veröffentlichungen (Auswahl)
- Die Senkung der Maschinenleistung bei Steigerung der Gewinnungsleistung und die Einsteuerung von Maschinen für die schälende Gewinnung von Steinkohle, Westdeutscher Verlag, Opladen, 1973
- mit Helmut Hassel: Untersuchungen zu den Zerspanungsvorgängen sowie der an den Lagern und Schneidflächen auftretenden Temperaturen beim Gesteins-Tiefbohren, Westdeutscher Verlag, Opladen, 1975
- mitEvangelos Sakaloglu: Untersuchungen der Kraftverteilung über die Meisselbreite unter verschiedenen Spanbedingungen, Westdeutscher Verlag, Opladen, 1978
- Abspannung von Strebgewinnungsanlagen: Ermittlung vom Verlauf von Kettenkräften u. von Verschiebungsvorgängen bei Strebförderern mit Gewinnungsanlagen, Verlag Glückauf, Essen, 1979
- mit Manfred Scherschel: Laden mineralischer Rohstoffe mit Hilfe von Ladekörpern an parallel geführten Förderereinrichtungen, Westdeutscher Verlag, Opladen, 1979
- Beitrag zur Frage der Ausknickmöglichkeiten von Strebfördereranlagen und ihre Verhinderung, Verlag Glückauf, Essen, 1980
- mit Eckehard Pasche: Möglichkeiten der Schnittkraftverminderung am Hobelmeissel beim Zerspanungsvorgang durch Einsatz von Höchstdruckwasserstrahlen unter besonderer Berücksichtigung der installierten Leistung, Westdeutscher Verlag, Opladen, 1981
- mit Eggehard Rother: Beanspruchung der Meisselschneiden von Maschinen der schneidenden und schälenden Gewinnung und die dadurch bedingte Spankrafterhöhung, Westdeutscher Verlag, Opladen, 1982.